# Halv Grek Plus Turk

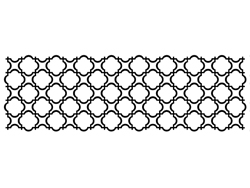
Halv Grek Plus Turk

Halv Grek Plus Turk är en restaurang belägen på Jungfrugatan 33 på Östermalm i Stockholm. Den grundades 1996 av "halv"greken Elias "Saile" Eliasson och turken Uluc "Bullen" Telmen tillsammans med dennes yngre bror Umur Telmen.

## Restaurang och kök
Ofta kallad "Grekturken" av sina gäster, har restaurangen genom åren bibehållit sitt koncept att anrätta såväl traditionella som egenskapade orientaliska rätter med recept och inspiration hämtade från den östra delen av Medelhavet. Förutom Grekland och Turkiet även Libanon, Kaukasien och Nordafrika.
Köket är meze från det persiska ordet maze vilket betyder förrätter eller tilltugg. Således finns oliver och vitlök, citron och kryddor representerade i de flesta rätter vilka serveras kalla och/eller varma, separata eller som komplett måltid.

## Historia
Halv Grek Plus Turk öppnades ursprungligen redan i början av 1990-talet, då som "matklubb" under namnet Tavernan 1/2 Grek Plus 1 Turk. Lokalen var krogen Felix festvåning i närheten av jazzklubben Fasching på Kungsgatan. I köket arbetade Uluc Telmen och dennes mor Yurdagül Telmen tillsammans med Felix kockar, i matsalen Elias Eliasson. Efter att ha drivit matklubben, redan då kallad Grekturken, under ett par säsonger togs beslutet att temporärt lägga rörelsen på is.
I samband med att Scandic Hotels ägare bestämde sig för att ändra verksamheten i sin restaurang Brända Tomten på Stureplan, kontaktade Erik Videgård, då anställd inom hotellkedjan, Eliasson och Telmen för ett samarbete. De accepterade och tog i sin tur kontakt med Putte Lindgren, dåvarande och nuvarande ägare till restaurang East, om att flytta den från S:t Eriksbron till Stureplan vilket skedde strax därefter. Eliasson började arbeta som barmästare, Telmen som klubbvärd.
Nästa projekt för Telmen kom ett par år senare, 1993, då han var med att öppna rockklubben Gino på Birger Jarlsgatan i Stockholm. Detta bland annat tillsammans med den irländske bandbokaren Harry Byrne och ägarna till restaurangen Tranan respektive PA&Co. Samtidigt arbetade Eliasson tillfälligt inom TV-branschen. 
Eliasson och Telmens diskussioner om att öppna Grekturken igen hade emellertid pågått under åren. Beslutet togs när de 1996 fann en lämplig lokal på Östermalm varpå deras restaurang återinvigdes, nu under namnet Halv Grek Plus Turk. Som köksmästare valdes Claes Claesson, vid den tiden på Gino, som även blev kompanjon till ägarna. Grekturken ägs och drivs i dag av bröderna Uluc och Umur Telmen.